# Caerois vespertilio
Caerois vespertilio är en fjärilsart som beskrevs av Otto Thieme 1902. Caerois vespertilio ingår i släktet Caerois och familjen praktfjärilar. Inga underarter finns listade i Catalogue of Life.